# Trần Cúc
Trần Cúc (phồn thể: 陳菊; giản thể: 陈菊) (sinh ngày 10 tháng 6 năm 1950) là chính trị gia Đài Loan. Bà là thị trưởng Cao Hùng từ năm 2006.
Bà là một trong 8 người của "Cao Hùng 8," những người bất đồng chính kiến bị bắt giữ sau sự kiện Cao Hùng vào năm 1979. Bà đã ở tù 6 năm trong giai đoạn thiết quân luật ở Đài Loan.
Bà đã tốt nghiệp thạc sĩ ở Đại học quốc gia Tôn Dật Tiên, đã giữ các chức vụ cao cấp ở thành phố Đài Bắc và Cao Hùng từ năm 1995-2000. Sau đó bà đảm nhiệm chức bộ trưởng hội đồng vụ lao động năm 2000-2005. Năm 2006 bà đặc cứ trong cuộc bầu cử hội đồng thị trưởng Cao Hùng và trở thành nữ thị trưởng dân cử đầu tiên. Bà được bầu lại vào năm 2010 với 52% phiếu bầu trong cuộc đua ba phía.
Bà độc thân.
Ngày 30/8/2009, Đại La Lạt Ma thứ 14 nhận lời mời từ bà Trần Cúc thăm Đài Loan.
Cao Hùng là thành phố chủ nhà của Thế vận hội năm 2009. Chen Chu đã đến thăm Cộng hòa Nhân dân Trung Hoa (thường được gọi là "Trung Quốc") để quảng bá Thế vận hội. Trong cuộc gặp với thị trưởng Bắc Kinh Guo Jinlong, Chen đã nói với Tổng thống Ma Ying-jeou với chức danh chính thức của ông, đã thu hút được nhiều sự ủng hộ từ DPP và Hội đồng thành phố Cao Hùng. Chuyến đi của Chen đến Trung Quốc đã bị chỉ trích bởi một số nhóm hoạt động nội địa hóa bao gồm Liên minh Đoàn kết Đài Loan. Tuy nhiên, Chen nói rằng chuyến đi nhằm mang lại lợi ích cho Cao Hùng. Trong chuyến đi của mình, cô đã gặp không chỉ thị trưởng Bắc Kinh, mà cả thị trưởng Thượng Hải Han Zheng và Chủ tịch Ủy ban Olympic Trung Quốc Liu Pong.
Địa điểm chính cho Thế vận hội, Sân vận động World Games, được thiết kế bởi kiến trúc sư Nhật Bản Toyo Ito. Việc khởi công và hoàn thành sân vận động đều xảy ra trong nhiệm kỳ của Chen với tư cách là thị trưởng.
Lễ bế mạc được tổ chức tại Sân vận động World Games đã bán hết, nơi Chủ tịch Hiệp hội Thế giới Trò chơi Quốc tế Ron Froehlich gọi đó là "thành công tuyệt vời" và tuyên bố đây là "tốt nhất từ trước đến nay". Văn phòng du lịch của Cao Hùng tuyên bố rằng Thế vận hội đã tạo ra gần 61 triệu đô la doanh thu cho thành phố. Các cửa hàng bách hóa của thành phố báo cáo tăng trưởng 15% doanh số. Thị trưởng Chen nói rằng Cao Hùng sẽ không còn được biết đến như là thành phố lớn thứ hai ở Đài Loan, mà còn là thành phố tổ chức Thế vận hội tốt nhất từ trước đến nay.